# Віллановафорру
Віллановафорру (італ. Villanovaforru, сард. Biddanoa Forru) — муніципалітет в Італії, у регіоні Сардинія,  провінція Медіо-Кампідано.
Віллановафорру розташоване на відстані близько 400 км на південний захід від Рима, 55 км на північний захід від Кальярі, 8 км на північ від Санлурі, 24 км на північний схід від Віллачідро.
Населення — 633 особи (2014).

## Демографія
Населення за роками:

Станом на 1 січня 2023 року в муніципалітеті офіційно проживав 41 іноземець з 20 країн, серед них 5 громадян країн Євросоюзу та 1 громадянин України.

## Сусідні муніципалітети
- Коллінас
- Лунаматрона
- Санлурі
- Сардара